# Камерариус, Рудольф Якоб
Ру́дольф Я́коб Камера́риус (Камере́р) (нем. Rudolf Jakob Camerarius, Camerer; 12 февраля 1665, Тюбинген — 11 сентября 1721[…], Тюбинген, Священная Римская империя) — немецкий врач и ботаник. По мнению австрийского историка науки Йозефа Шультеса, Камерариус был первым учёным, который научно обосновал наличие половых различий у растений и разработал методику описания этих различий.

## Биография
С 1687 года был профессором медицины и ботаники и директором ботанического сада в Тюбингене, известен своими работами по физиологии растений.
В 1694 году в Тюбингене выпустил книгу «Письмо о поле растений» (De Sexu Plantarum Epistola (лат.)), где впервые с очевидностью показал наличие полов у растений и значение цветения как оплодотворяющего мужского элемента. Он экспериментально доказал, что при удалении тычинок из цветков семена в них не образуются. В связи с этим Р. Камерариус принимал тычинки за мужские половые органы, пыльцу за оплодотворяющие элементы, а пестик за женские половые органы. Роль переносчика пыльцы приписывал ветру.
Половая система классификации растений, предложенная Карлом Линнеем в 1735 году и активно использовавшаяся во второй половине XVIII и начале XIX века, была основана на учёте половых признаков растений и в некотором смысле представляла собой развитие учения Рудольфа Камерариуса. В честь Камерариуса Линней в 1753 году назвал один из родов растений семейства Кутровые — Камерария (Cameraria).